# Batina (żupania sisacko-moslawińska)
Batina – wieś w Chorwacji, w żupanii sisacko-moslawińskiej, w mieście Kutina. W 2011 roku liczyła 205 mieszkańców.